# Coupe du monde de patinage de vitesse sur piste courte 2023-2024
Navigation
Édition précédente Édition suivante
Le circuit de coupe du monde de patinage de vitesse sur piste courte 2023-2024 est un circuit de six Coupes du monde sur une période de 5 mois. Il s'agit de la seule compétition de l'Union internationale de patinage à ne pas avoir de classement général, avec uniquement un classement par distance, en dehors des Jeux olympiques.

## Participants
La fratrie belge Desmet (Hanne Desmet et Stijn Desmet) s'installe à Montréal pour s'entraîner avec l'équipe nationale canadienne, n'étant plus les bienvenus au sein de l'équipe néerlandaise après cinq ans d'entraînement commun. L'équipe est entraînée par Ingmar van Riel. Alexandra Daneel ayant pris sa retraite l'été précédent, l'équipe nationale féminine n'inclut plus que deux patineuses.
L'équipe canadienne féminine est composée de Courtney Sarault, Renée Steenge, Danaé Blais, Claudia Gagnon, Rikki Doak, Ann-Sophie Bachand et Miao Qi. Elle inclut aussi Kim Boutin. Privilégiant ses études pour quelques mois, cette dernière ne participe pas aux premières manches de la saison. Chez les hommes, on retrouve Steven Dubois, Pascal Dion, Jordan Pierre-Gilles, Maxime Laoun, Félix Roussel et William Dandjinou, aux côtés des nouveaux arrivants Philippe Daudelin et Alexandre Mignier, qui ne sont que remplaçants lors des manches montréalaises de la compétition. Olivier Jean est analyste pour l'équipe nationale, soutenant les entraîneurs Sébastien Cros et Marc Gagnon.
L'équipe nationale britannique, créée après une compétition de sélections début septembre, se compose de Niall Treacy, Peter Riches, Kyle Ross-Waddell, Adam Hill Jr et Holly Hoyland. Theo Collins et Westley Yates se qualifient également en dehors de la compétition de sélections.
L'équipe chinoise est entraînée par Zhang Jing.
La sud-coréenne Choi Min-jeong, qui a auparavant remporté trois disciplines olympiques et 16 médailles d'or en coupe du monde, ne participe pas aux sélections nationales, ne se sentant pas suffisamment en forme.
L'Italie, entraînée par Maggie Qi, Derrick Campbell et Nicola Rodigari, prépare une équipe de dix-huit personnes : Chiara Betti, Lucrezia Casagrande, Elisa Confortola, Katia Filippi, Gloria Ioriatti, Arianna Sighel, Arianna Valcepina, Martina Valcepina, Mattia Antonioli, Pietro Castellazzi, Yuri Confortola, Alessandro Loreggia, Pietro Marinelli, Thomas Nadalini, Davide Oss Chemper, Lorenzo Previtali, Pietro Sighel et Luca Spechenhauser.
Les Pays-Bas organisent une sélection en deux temps : d'abord une compétition individuelle en contre-la-montre puis une compétition classique organisée à Leeuwarden. L'ordre de départ et l'éligibilité à la compétition classique, qui sert de championnat national, sont attribués en fonction des résultats à l'épreuve individuelle du week-end précédent. Cinq femmes et cinq hommes sont sélectionnés sur les résultats combinés des deux épreuves, puis une sixième personne de chaque sexe est nommée par un comité pour compléter l'équipe nationale. Xandra Velzeboer et Teun Boer sont les deux premiers qualifiés. Suzanne Schulting ne se rend pas aux qualifications, après un long arrêt pour burn-out. Les autres patineurs pré-sélectionnés après l'individuel incluent Yara van Kerkhof, Selma Poutsma, Friso Emons et Kay Huisman. Angel Daleman, 16 ans, et Diede van Oorschot se qualifient ensuite, tandis que Sjinkie Knegt ne parvient pas à atteindre les minima,.
Pour la Pologne, Natalia Maliszewska est suspendue en raison d'absences répétées à des contrôles anti-dopage. L'équipe est entraînée par Urszula Kamińska. Le Canadien Félix Pigeon fait partie de l'équipe nationale polonaise.
La Suisse ne qualifie personne pour la compétition, malgré les efforts du pays pour faire connaître la discipline chez les plus jeunes.
L'équipe nationale de Turquie continue à grandir, avec six patineurs dans la sélection nationale pour 3 l'année précédente.

## Résultats

### Première manche: Montréal, 20-22 octobre

#### Participants
L'Allemagne qualifie son relais mixte et son relais masculin. Les patineurs sont Ben Yanghun Jung, Robin Bendig, et les deux nouveaux internationaux Jonas Hammermuller et Clemens Pfropper, aux côtés des femmes Lisa Eckstein et Myeongbi Jung.
Sebastian Lencinas, nouveau venu sur le circuit de coupes du monde, représente l'Argentine. L'Australie est représentée chez les hommes par Brendan Corey et chez les femmes par la débutante internationale Kim Hyo-jin. L'Autriche envoie quatre hommes : l'habitué Nico Andermann et les nouveaux venus Tobias Wolf et Matthias Wolfgang, ainsi qu'un retour de Dominic Andermann absent l'année précédente. La Belgique qualifie un relais mixte et le relais masculin, envoyant chez les femmes Hanne Desmet et Tineke den Dulk et chez les hommes Stijn Desmet, Ward Pétré, Rino Vanhooren, Warre Van Damme, Adriaan Dewagtere et Enzo Proost, dont les deux derniers font leur première coupe du monde. Tarik Omeragic représente une nouvelle fois la Bosnie-Herzégovine après une saison d'absence. La Bulgarie qualifie quatre hommes, son équipe de relais masculin : Ivan Donchev, Maxim Maximov, Assen Gyurov et Stefan-Alexander Kumurdjiev, dont les deux derniers sont nouveaux en circuit de coupe du monde.
Le Canada, à domicile, remplit tous les quotas attribués avec six hommes et six femmes constituant une équipe de relais mixte et une par sexe. Steven Dubois, Pascal Dion, Maxime Laoun, Jordan Pierre-Gilles, Félix Roussel et William Dandjinou sont sélectionnés chez les hommes, tandis que les femmes sont Courtney Sarault, Danaé Blais, Rikki Doak, Claudia Gagnon, Renée Marie Stenge et Florence Brunelle, seule nouvelle venue après une absence d'une saison suivant les Jeux olympiques. Comme prévu, Kim Boutin ne participe pas aux premières manches de la saison en raison de ses études. Cynthia Mascitto et Jérôme Courtemanche sont remplaçants du relais.
La Chine aussi se qualifie aux trois relais. Chez les femmes, elle envoie Gong Li, Wang Xinran, Xu Aili, Wang Ye, Zang Yize, et Fan Kexin qui revient d'une absence d'une saison. Chez les hommes, on marque le retour de Sun Long et l'arrivée des frères Shaoang Liu et Shaolin Sándor Liu, jusque-là membres de l'équipe hongroise, aux côtés des habituels Lin Xiaojun, Li Wenlong et Song Jiahua.
La Corée du Sud participe aux trois relais. L'équipe féminine se compose de Kim Gil-li, Shim Suk-hee, Seo Whi-min, Lee So-youn et Park Ji-yun, ainsi que la nouvelle venue Park Ji-won. Chez les hommes, on compte le champion en titre Park Ji-won et Jang Sung-woo aux côtés du nouvel international Kim Gun-woo et des vétérans Hwang Dae-heon et Seo Yi-ra, tous deux absents la saison précédente. Lee Yu-bin et Kim Tae-sung sont les remplaçants du relais.
La Croatie envoie ses deux vétéranes Valentina Aščić et Katarina Buric, aux côtés des nouveaux Martin Kolenc et Ivan Martinic. Ensemble, ils forment une équipe de relais mixte.
Les États-Unis se qualifient pour les trois relais. Chez les femmes, Una Willhoite débute aux côtés de Kristen Santos, Corinne Stoddard, Julie Letai, Eunice Lee et Grace Lee. Chez les hommes, les nouveaux sont Kwon Seung-min et Jonathan So aux côtés des anciens Clayton de Clemente, Andrew Heo, Wesley Park et Marcus Howard.
La France qualifie une équipe de relais masculine composée de Quentin Fercoq, Sébastien Lepape, de Tristan Navarro auparavant remplaçant et du nouveau Étienne Bastier, ainsi qu'une équipe de relais mixte ; les femmes sélectionnées sont Cloé Ollivier et Gwendoline Daudet, aux côtés de la débutante internationale Aurélie Lévêque.
La Grande-Bretagne qualifie un relais masculin avec les revenants Niall Treacy et Peter Riches aux côtés de Jonathan Moody, de retour après une saison d'absence, de Theo Collins et de Westley Yates. Hong Kong qualifie quatre nouveaux patineurs : Lam Ching Yan chez les femmes et Kwok Tsz Fung, Lou Zhanshuo et Yang Chengrui chez les hommes. La Hongrie qualifie ses trois relais. Chez les femmes, elle envoie les nouvelles Eszter Toth et Diana Laura Vegi aux côtés des habituées Rebeka Sziliczei-Nemet, Zsófia Kónya,Sára Bácskai et Maja Dora Somodi ; chez les hommes, les nouveaux sont Peter Jászapáti et Mark Csizmadia, qui rejoignent Bence Nogradi, Balazs Bontovics et Daniel Tiborcz. L'Irlande envoie ses deux représentants habituels : Liam O'Brien et Ryan McAnuff, ce dernier revenant après une absence d'une saison.
Pour l'Italie, on compte deux nouveaux hommes : David Oss Chemper et Lorenzo Previtali. Ils rejoignent Pietro Sighel, Luca Spechenhauser, Mattia Antonioli et Thomas Nadalini. Chez les femmes, l'équipe inclut Elisa Confortola, Arianna Sighel, Chiara Betti, Elisa Confortola, Gloria Ioriatti et la vétérane Martina Valcepina. Arianna Fontana, qui est partie patiner pour la Hongrie puis revenue jouer pour l'Italie, refuse de se rendre à la coupe du monde tant que Tommaso Dotti et Andrea Cassinelli, ses anciens coéquipiers, ne sont pas sanctionnés pour harcèlement moral par la fédération italienne des sports de glace, une affaire qu'elle a dénoncée aux Jeux olympiques de 2022 et qui est démentie par les accusés et par la fédération italienne. Katia Filippi et Pietro Marinelli sont remplaçants du relais. L'équipe est représentée aux relais féminin, masculin et mixte.
Le Japon participe lui aussi aux trois relais. Les hommes sont Shōgo Miyata, Kazuki Yoshinaga, Dan Iwasa, Kiichi Shigehiro, Takumi Wada et Yui Watsubayashi, les deux derniers étant nouveaux en circuit de coupe du monde. Chez les femmes, Ami Hirai, Moemi Kikuchi, Aoi Watanabe et Hana Takahashi reviennent et accompagnent la débutante internationale Mirei Nakashima. Rina Yamana et Shuta Matsuzu sont remplaçants du relais.
Le Kazakhstan participe aux trois relais. Chez les femmes, Malika Yermek est nouvelle dans l'équipe et rejoint Olga Tikhonova, Alina Azhgaliyeva, Madina Zhanbusinova et Yana Khan. L'équipe masculine intègre Anton Khvan et Aibek Nassen, retrouve Mersaid Zhaxybayev après une pause d'une saison et comporte comme la saison précédente Denis Nikisha, Adil Galiakhmetov et Yerkebulan Shamukhanov.
L'équipe de Lettonie envoie ses habituels Reinis Bērziņš et Roberts Krūzbergs. Le Luxembourg envoie Peter Murphy, absent l'année précédente.
Les Pays-Bas participent aux trois relais malgré l'absence et la retraite de plusieurs de leurs meilleures patineuses. Les hommes qualifient uniquement des habitués : Jens van 't Wout, Friso Emons, Itzhak de Laat, Teun Boer, Kay Huisman et Melle van 't Wout. Chez les femmes, les vétéranes Xandra Velzeboer, Michelle Velzeboer, Yara van Kerkhof et Selma Poutsma accueillent les nouvelles Angel Daleman et Diede van Oorschot. Femke de Boer, Bram Steenart, Niels Kingma, Daan Kos et Sjinkie Knegt sont remplaçants du relais.
La Nouvelle-Zélande envoie Lukas Macdonald et les Philippines qualifient Peter Joseph Groseclose, tous deux débutants en coupe du monde.
La Pologne se qualifie pour les trois relais. Chez les hommes, elle compte un nouveau, Félix Pigeon, et cinq anciens, Diané Sellier, Lukasz Kuczynski, Michal Niewinski, Neithan Thomas et Mateusz Mikolajuk. Les femmes ont également une nouvelle membre, Anna Falkowska, aux côtés des habituées Nikola Mazur, Kamila Stormowska, Gabriela Topolska.
La République tchèque envoie quant à elle trois personnes, Petra Vankova pour les femmes et Fajkus Radek et Zdenek Sejpal chez les hommes. Quatre patineurs turcs se rendent à la première manche de la coupe du monde : Furkan Akar, Metehan Atan, et les débutants Murat Tahtaci et Muhammed Bozdağ, qui participent aussi au relais masculin avec leur remplaçant Eroglu Toprak Efe.
L'Ukraine qualifie des équipes pour les trois relais. Chez les hommes, on retrouve Oleh Handei et Danylo Fedorenko avec les nouveaux venus Tymofii Khokhelko, Rostyslav Leontenko et Yaroslav Morozov. Chez les femmes, Uliana Dubrova revient après une saison d'absence, accompagnée des nouvelles Kseniya Adamenko, Yelyzaveta Sydorko, Svitlana Repetska et Myroslava Seliukova. Diana Mykhalchuk et Danill Bergin sont remplaçants du relais.

#### Déroulement
Steven Dubois, tombé au premier tour du 1000 mètres, passe les repêchages et obtient finalement une médaille d'argent. Au deuxième 1000 mètres, William Dandjinou finit troisième et obtient sa première médaille en coupe du monde.
Félix Roussel passe en finale du 1500 mètres mais tombe et finit septième.
L'équipe polonaise est troisième du relais mixte, mais est disqualifiée pour un mauvais dépassement, laissant le bronze à l'Italie victime d'une chute. La Chine remporte le relais, alors que Shaoang Liu remplace Lin Xiaojun au pied levé en raison d'une blessure de ce dernier ; c'est lui qui passe la ligne d'arrivée.
Le relais féminin est déterminé par photo finish et se termine par une victoire des Canadiennes avec Danaé Blais effectuant les derniers tours de piste.
Au relais masculin, William Dandjinou prend la tête du relais à cinq tours de la fin et l'équipe canadienne conserve son avance jusqu'à l'arrivée.

#### Résultats
La Corée a neuf médailles à l'issue de la compétition.
| Distance       | Gagnant                                                                               | Second                                                            | Troisième                                                     |
| 500 m          | Liu Shaoang                                                                           | Félix Roussel                                                     | Quentin Fercoq                                                |
| 1 000 m        | Park Ji-won                                                                           | Steven Dubois                                                     | Pietro Sighel                                                 |
| 1 000 m (2)    | Kim Gun-woo                                                                           | Luca Spechenhauser                                                | William Dandjinou                                             |
| 1 500 m        | Hwang Dae-heon                                                                        | Stijn Desmet                                                      | Reinis Bērziņš                                                |
| 5 000 m relais | Canada William Dandjinou Steven Dubois Jordan Pierre-Gilles Pascal Dion Félix Roussel | Corée du Sud Park Ji-won Kim Gun-woo Hwang Dae-heon Jang Sung-woo | JaponDan Iwata Yui Matsubayashi Shōgo Miyata Kazuki Yoshinaga |

| Distance       | Gagnante                                                                  | Seconde                                                                    | Troisième                                                                   |
| 500 m          | Xandra Velzeboer                                                          | Selma Poutsma                                                              | Martina Valcepina                                                           |
| 1 000 m        | Kristen Santos-Griswold                                                   | Lee So-youn                                                                | Seo Whi-min                                                                 |
| 1 000 m (2)    | Kim Gil-li                                                                | Hanne Desmet                                                               | Kristen Santos-Griswold                                                     |
| 1 500 m        | Hanne Desmet                                                              | Kim Gil-li                                                                 | Corinne Stoddard                                                            |
| 3 000 m relais | Canada Danaé Blais Florence Brunelle Courtney Sarault Renée Marie Steenge | États-Unis Eunice Lee Julie Letai Kristen Santos-Griswold Corinne Stoddard | Pays-Bas Selma Poutsma Yara van Kerkhof Michelle Velzeboer Xandra Velzeboer |

| Distance             | Gagnants                                               | Seconds                                                    | Troisièmes                                                      |
| 2 000 m relais mixte | Chine Li Gong Shaoang Liu Shaolin Sándor Liu Yize Zang | Corée du Sud Seo Yi-ra Kim Gun-woo Kim Gil-li Shim Suk-hee | ItaliePietro Sighel Arianna Sighel Thomas Nadalini Chiara Betti |

### Deuxième manche: Montréal, 27-29 octobre
Au 500 mètres féminin, la championne du monde en titre Xandra Velzeboer est disqualifiée et la course est remportée par Rikki Doak devant Selma Poutsma et Martina Valcepina.
Le premier 1500 mètres est remporté par William Dandjinou, qui obtient son premier titre mondial. Steven Dubois finit troisième du deuxième 1500 mètres, tandis que Pascal Dion finit au pied du podium.
Danaé Blais prend l'argent au 1000 mètres et le bronze au 1500 mètres, qu'elle finit juste devant ses compatriotes Courtney Sarault et Claudia Gagnon, respectivement quatrième et cinquième.
Au relais masculin, l'équipe du Canada part dernière mais finit deuxième.
Le Canada remporte trois médailles, pour quatre la semaine précédente, donc un total de sept après le premier tiers de la saison. L'Italie finit avec six médailles.
| Distance       | Gagnant                                            | Second                                                                    | Troisième                                                                            |
| 500 m          | Jordan Pierre-Gilles                               | Liu Shaolin                                                               | Lin Xiaojun                                                                          |
| 1 000 m        | Jens van 't Wout                                   | Hwang Dae-heon                                                            | Lee Jeongmin                                                                         |
| 1 500 m        | William Dandjinou                                  | Hwang Dae-heon                                                            | Kim Gun-woo                                                                          |
| 1 500 m (2)    | Kim Gun-woo                                        | Park Ji-won                                                               | Steven Dubois                                                                        |
| 5 000 m relais | Chine Lin Xiaojun Liu Shaoang Liu Shaolin Sun Long | Canada William Dandjinou Steven Dubois Jordan Pierre-Gilles Félix Roussel | Kazakhstan Adil Galiakhmetov Denis Nikisha Yerkebulan Shamukhanov Mersaid Zhaxybayev |

| Distance       | Gagnante                                                     | Seconde                                                                     | Troisième                                                                  |
| 500 m          | Rikki Doak                                                   | Selma Poutsma                                                               | Martina Valcepina                                                          |
| 1 000 m        | Seo Whi-min                                                  | Danaé Blais                                                                 | Park Ji-yun                                                                |
| 1 500 m        | Kim Gil-li                                                   | Kristen Santos-Griswold                                                     | Danaé Blais                                                                |
| 1 500 m (2)    | Hanne Desmet                                                 | Kim Gil-li                                                                  | Kristen Santos-Griswold                                                    |
| 3 000 m relais | Corée du Sud Kim Gil-li Park Ji-won Seo Whi-min Shim Suk-hee | Pays-Bas Selma Poutsma Yara van Kerkhof Michelle Velzeboer Xandra Velzeboer | États-Unis Eunice Lee Julie Letai Kristen Santos-Griswold Corinne Stoddard |

| Distance             | Gagnants                                  | Seconds                                                              | Troisièmes                                                      |
| 2 000 m relais mixte | Chine Li Gong Li Xiaojun Sun Long Wang Ye | Pays-Bas Selma Poutsma Xandra Velzeboer Kay Huisman Jens van 't Wout | ItaliePietro Sighel Arianna Sighel Thomas Nadalini Chiara Betti |

### Troisième manche: Beijing, 8-10 décembre
| Distance       | Gagnant                                                                 | Second                                                       | Troisième                                        |
| 500 m          | Jordan Pierre-Gilles                                                    | Quentin Fercoq                                               | Jens van 't Wout                                 |
| 500 m (2)      | Jordan Pierre-Gilles                                                    | Steven Dubois                                                | Sun Long                                         |
| 1 000 m        | Liu Shaoang                                                             | Park Ji-won                                                  | Jang Sung-woo                                    |
| 1 500 m        | Kim Gun-woo                                                             | Li Wenlong                                                   | William Dandjinou                                |
| 5 000 m relais | Canada William Dandjinou Steven Dubois Jordan Pierre-Gilles Pascal Dion | Corée du Sud Park Ji-won Kim Gun-woo Seo Yi-ra Jang Sung-woo | Chine Ren Ziwei Liu Shaoang Liu Shaolin Sun Long |

| Distance       | Gagnante                                                                    | Seconde                                                     | Troisième                                                             |
| 500 m          | Kristen Santos-Griswold                                                     | Fan Kexin                                                   | Wang Ye                                                               |
| 500 m (2)      | Xandra Velzeboer                                                            | Selma Poutsma                                               | Fan Kexin                                                             |
| 1 000 m        | Kristen Santos-Griswold                                                     | Corinne Stoddard                                            | Gong Li                                                               |
| 1 500 m        | Kim Gil-li                                                                  | Gong Li                                                     | Xandra Velzeboer                                                      |
| 3 000 m relais | Pays-Bas Selma Poutsma Yara van Kerkhof Michelle Velzeboer Xandra Velzeboer | Corée du Sud Kim Gil-li Park Jiyun Lee So-yeon Shim Suk-hee | Pologne Ada Majewska Nikola Mazur Kamila Stormowska Gabriela Topolska |

| Distance             | Gagnants                                                           | Seconds                                     | Troisièmes                                                                   |
| 2 000 m relais mixte | Pays-Bas Selma Poutsma Xandra Velzeboer Teun Boer Jens van 't Wout | Chine Gong Li Li Xiaojun Sun Long Fan Kexin | États-Unis Andrew Heo Marcus Howard Kristen Santos-Griswold Corinne Stoddard |

### Quatrième manche: Séoul, 15-17 décembre
| Distance       | Gagnant                                            | Second                                                    | Troisième                                                           |
| 500 m          | Liu Shaoang                                        | Seo Yi-ra                                                 | Denis Nikisha                                                       |
| 1 000 m        | Steven Dubois                                      | Hwang Dae-heon                                            | Pascal Dion                                                         |
| 1 500 m        | Park Ji-won                                        | William Dandjinou                                         | Félix Roussel                                                       |
| 1 500 m (2)    | William Dandjinou                                  | Park Ji-won                                               | Steven Dubois                                                       |
| 5 000 m relais | Chine Lin Xiaojun Liu Shaoang Liu Shaolin Sun Long | Pays-Bas Teun Boer Itzhak de Laat Friso Emons Kay Huisman | Belgique Stijn Desmet Adriaan Dewagtere Enzo Proost Warre Van Damme |

| Distance       | Gagnante                                                                    | Seconde                                                      | Troisième                                  |
| 500 m          | Xandra Velzeboer                                                            | Selma Poutsma                                                | Wang Ye                                    |
| 1 000 m        | Hanne Desmet                                                                | Kristen Santos-Griswold                                      | Xandra Velzeboer                           |
| 1 500 m        | Kim Gil-li                                                                  | Corinne Stoddard                                             | Gong Li                                    |
| 1 500 m (2)    | Kim Gil-li                                                                  | Kristen Santos-Griswold                                      | Hanne Desmet                               |
| 3 000 m relais | Pays-Bas Selma Poutsma Yara van Kerkhof Diede van Oorschot Xandra Velzeboer | Corée du Sud Kim Gil-li Lee So-yeon Seo Whi-min Shim Suk-hee | ChineFan Kexin Gong Li Qu Chunyu Zang Yize |

| Distance             | Gagnants                                                                       | Seconds                                                                                            | Troisièmes                                                      |
| 2 000 m relais mixte | Pays-Bas Selma Poutsma Xandra Velzeboer Teun Boer Kay Huisman Jens van 't Wout | ItaliePietro Sighel Arianna Sighel Thomas Nadalini Chiara Betti Gloria Ioriatti Luca Spechenhauser | Corée du Sud Hwang Dae-heon Park Ji-won Kim Gil-li Shim Suk-hee |

### Cinquième manche: Dresde, 9-11 février
| Distance       | Gagnant                                                         | Second                                                          | Troisième                                                              |
| 500 m          | Félix Roussel                                                   | Jordan Pierre-Gilles                                            | Lukasz Kuczynski                                                       |
| 1 000 m        | Park Ji-won                                                     | Félix Roussel                                                   | Steven Dubois                                                          |
| 1 000 m (2)    | Park Ji-won                                                     | Jang Sung-woo                                                   | Adil Galiakhmetov                                                      |
| 1 500 m        | William Dandjinou                                               | Stijn Desmet                                                    | Kim Gun-woo                                                            |
| 5 000 m relais | Corée du Sud Park Ji-won Kim Gun-woo Kim Tae-sung Jang Sung-woo | JaponShōgo Miyata Kazuki Yoshinaga Keita Watanabe Kosei Hayashi | Hongrie Balasz Bontovics Mark Csizmadia Peter Jaszapati Daniel Tiborcz |

| Distance       | Gagnante                                                                   | Seconde                                                       | Troisième                                                                  |
| 500 m          | Xandra Velzeboer                                                           | Wang Ye                                                       | Kamila Stormowska                                                          |
| 1 000 m        | Kim Gil-li                                                                 | Xandra Velzeboer                                              | Kamila Stormowska                                                          |
| 1 000 m (2)    | Kim Gil-li                                                                 | Suzanne Schulting                                             | Corinne Stoddard                                                           |
| 1 500 m        | Hanne Desmet                                                               | Kristen Santos-Griswold                                       | Suzanne Schulting                                                          |
| 3 000 m relais | Pays-Bas Selma Poutsma Yara van Kerkhof Suzanne Schulting Xandra Velzeboer | Canada Danaé Blais Claudia Gagnon Courtney Sarault Kim Boutin | États-Unis Eunice Lee Julie Letai Kristen Santos-Griswold Corinne Stoddard |

| Distance             | Gagnants                                                                     | Seconds                                                       | Troisièmes                                                   |
| 2 000 m relais mixte | États-Unis Andrew Heo Marcus Howard Kristen Santos-Griswold Corinne Stoddard | Pays-Bas Selma Poutsma Xandra Velzeboer Teun Boer Friso Emons | Corée du Sud Kim Gun-woo Kim Gil-li Shim Suk-hee Park Ji-won |

### Sixième manche: Gdansk, 16-18 février
| Distance       | Gagnant                                                             | Second                                                          | Troisième                                                      |
| 500 m          | Seo Yi-ra                                                           | Steven Dubois                                                   | Lukasz Kuczynski                                               |
| 500 m (2)      | Steven Dubois                                                       | Denis Nikisha                                                   | Michał Niewiński                                               |
| 1 000 m        | Park Ji-won                                                         | Kim Gun-woo                                                     | Kosei Hayashi                                                  |
| 1 500 m        | Pascal Dion                                                         | Jang Sung-woo                                                   | Friso Emons                                                    |
| 5 000 m relais | Canada Steven Dubois Jordan Pierre-Gilles Pascal Dion Félix Roussel | Corée du Sud Park Ji-won Kim Gun-woo Jang Sung-woo Kim Tae-sung | JaponShōgo Miyata Hiroki Yokoyama Keita Watanabe Kosei Hayashi |

| Distance       | Gagnante                                                                     | Seconde                                                      | Troisième                                                                     |
| 500 m          | Selma Poutsma                                                                | Hanne Desmet                                                 | Kim Boutin                                                                    |
| 500 m (2)      | Xandra Velzeboer                                                             | Selma Poutsma                                                | Shim Suk-hee                                                                  |
| 1 000 m        | Kristen Santos-Griswold                                                      | Kim Gil-li                                                   | Corinne Stoddard                                                              |
| 1 500 m        | Kristen Santos-Griswold                                                      | Suzanne Schulting                                            | Corinne Stoddard                                                              |
| 3 000 m relais | Pays-Bas Selma Poutsma Suzanne Schulting Michelle Velzeboer Xandra Velzeboer | Corée du Sud Kim Gil-li Seo Whi-min Lee So-yeon Shim Suk-hee | États-Unis Julie Letai Kristen Santos-Griswold Corinne Stoddard Una Willhoite |

| Distance             | Gagnants                                                           | Seconds                                                        | Troisièmes                                                     |
| 2 000 m relais mixte | Pays-Bas Selma Poutsma Xandra Velzeboer Teun Boer Jens van 't Wout | Corée du Sud Kim Gun-woo Kim Gil-li Shim Suk-hee Jang Sung-woo | Canada Kim Boutin Rikki Doak Maxime Laoun Jordan Pierre-Gilles |

## Classement général
| Distance           | Gagnant              | Second        | Troisième          |
| 500 m              | Jordan Pierre-Gilles | Steven Dubois | Félix Roussel      |
| 1 000 m            | Park Ji-won          | Steven Dubois | Luca Spechenhauser |
| 1 500 m            | William Dandjinou    | Kim Gun-woo   | Park Ji-won        |
| 5 000 m relais     | Canada               | Corée du Sud  | Chine              |
| Classement général | Park Ji-won          | Steven Dubois | William Dandjinou  |

| Distance           | Gagnante                | Seconde                 | Troisième               |
| 500 m              | Xandra Velzeboer        | Selma Poutsma           | Wang Ye                 |
| 1 000 m            | Kristen Santos-Griswold | Kim Gil-li              | Corinne Stoddard        |
| 1 500 m            | Kim Gil-li              | Hanne Desmet            | Kristen Santos-Griswold |
| 3 000 m relais     | Pays-Bas                | Corée du Sud            | Canada                  |
| Classement général | Kim Gil-li              | Kristen Santos-Griswold | Xandra Velzeboer        |

| Distance             | Gagnants | Seconds | Troisièmes   |
| 2 000 m relais mixte | Pays-Bas | Chine   | Corée du Sud |